# Théâtre Mareux

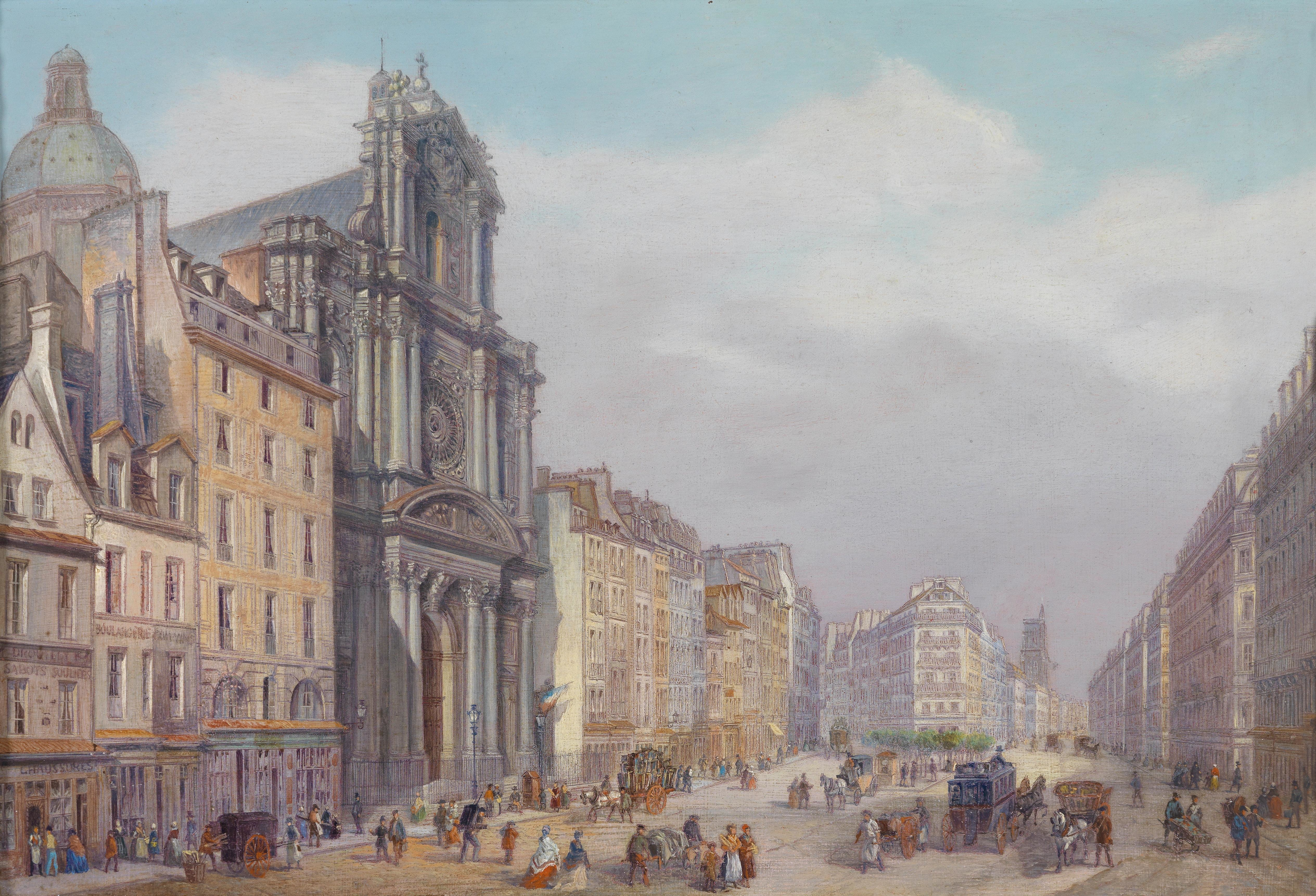
Historische Ansicht der Rue Saint-Antoine von Carlo Bossoli

Das Théâtre Mareux war ein von 1785 bis 1807 bestehendes Pariser Theater, das sich an der Rue Saint-Antoine befand.

## Die Vorgeschichte
Der 1735 in Tricot geborene Spiegelhändler Toussaint Mareux verdiente mit seinem Gewerbe recht wenig. Das lag einerseits daran, dass er sich lieber mit den Nachbarn unterhielt, als sich um seine Geschäfte zu kümmern, und andererseits daran, dass die Preise für Glasprodukte vom König festgeschrieben waren und daher seine Handelsspanne nur gering war. Er hatte eine philosophische Ader und war deshalb mit seinem Schicksal nicht unzufrieden, auch weil er drei Kinder, Adelaïde, Louis und Auguste, bekam, die sich später zu den schönen Künsten hingezogen fühlen sollten.

## Gründung und Betrieb
Mareux träumte von künftigem Ruhm und Glück und in ihm reifte die Idee, ein Theater zu bauen, das er auch leiten wollte, und dieses Theater sollte der Comédie-Française das Wasser reichen können. Das Unterfangen war nicht einfach umzusetzen, denn das Theaterwesen war stark reglementiert. Er gründete 1785 also ein Amateurtheater, dessen Vorstellungen im privaten Rahmen stattfanden. Diese Art Theater gab es etliche in Paris. Als das Grundstück neben seinem Laden, auf dem sich zuvor eine Stellmacherei befunden hatte, frei wurde, lieh er sich 3000 Livre, um dort einen Theaterbau zu errichten. Er beauftragte den Architekten Boulland, einen hübschen Saal mit Foyer, Café und Logen zu errichten, und bereits ein halbes Jahr später stand ein prachtvoller, aber praktischer Bau. Er hatte drei Etagen mit 60 Logen, die über zwei Treppen zu erreichen waren, und bot insgesamt 400 Sitzplätze an.
Das Geschäftsmodell sah vor, dass Mareux einen Verein gründete, dessen Mitglieder das Ensemble waren. Er gewann sogenannte Investoren aus der besseren Gesellschaft, die die Summe von einmalig 9000 Livre als Anschubfinanzierung aufbringen mussten, um beispielsweise die Beleuchtung oder den Druck der Eintrittskarten bezahlen zu können, und auch für die Ausstattung des Theaters und für Kostüme. Dann mussten die Investoren, sie wurden als Gäste bezeichnet, waren aber tatsächlich Abonnenten, jährlich 4250 Livre für den laufenden Betrieb bezahlen. Für diese 60 Gäste waren die Logen reserviert. Die Vorstellungen fanden regelmäßig an Sonntagen, für immer dieselben 60 Gäste, statt. Die restlichen Plätze wurden von den Amateurschauspielern und Musikern selbst sowie den restlichen, für einen Theaterbetrieb notwendigen, Personen eingenommen, die so für ihr Engagement entlohnt wurden. Als Zugpferd wurden bereits angesehene Schauspieler engagiert. Während der Woche wollte Mareux das Theater an andere Truppen und Musiker vermieten.
Der Polizeipräsident von Paris Louis Thiroux de Crosne genehmigte den Betrieb des Théâtre de Société Mareux und die Premiere fand im Januar 1786 statt. Dazu wurde François-Joseph Talma engagiert. Das Repertoire stammte meistenteils aus dem Archiv der Comédie-Française, was dieser aber nicht gefiel und die ihr Vorrecht daran einforderte und die Schließung verlangte. Auf die Entgegnung Mareux’ hin, sein Theaterverein sei im Gegensatz zur Comédie-Française klein und wirtschaftlich unbedeutend, hielt der Polizeipräsident seine Genehmigung aufrecht. Jedoch gelang der Comédie-Française durch Mittelsmänner Eintrittskarten im Büro des Theaters zu kaufen, womit der Beweis erbracht wurde, dass es sich nicht um einen Vereinsbetrieb handelte, und das Théâtre Mareux 1788 tatsächlich geschlossen wurde. Mareux ließ aber nicht locker und konnte den Finanzminister Pierre-Charles Laurent de Villedeuil für seine Sache überzeugen und den Betrieb vorübergehend wieder aufnehmen. Daraufhin schrieb die Comédie-Française an Emmanuel-Félicité de Durfort, der jedoch feststellte, dass die Rechte der Comédie verletzt seien. Es entspann sich ein Prozess, der bis ins Parlament getragen wurde, das am 11. Juli 1789 die Schließung anordnete.

## Ab der Französischen Revolution
Drei Tage später erfolgte die Erstürmung der Bastille und die öffentliche Ordnung kam ins Wanken. Das machte sich Mareux zu Nutzen und wiedereröffnete bereits im Oktober 1789, ohne eine weitere Erlaubnis einzuholen, sein Theater. Das ging so bis in den Mai 1790, als ausgehend von einem Dekret von Jean-Sylvain Bailly, der ohnehin der Meinung war, es gäbe zu viele Theater in Paris, die erneute Schließung angeordnet wurde. Auch daran störte sich Mareux nicht, denn im Oktober ging der Spielbetrieb weiter.
Mareux beteiligte sich an dem Volksaufstand 1792 als Mitglied der commune insurrectionelle, während seine Tochter Adelaïde das Theater, jetzt jedoch unter dem als moderner empfundenem Namen Théâtre de Thalie, zusammen mit ihm weiterführte. Diese wurde 1793 Opfer des jakobinischen Terrors, und die Konkurrenz des nahe gelegenen Théâtre Doyen machte ihm zu schaffen. Also entschloss sich Mareux das Haus zu verkaufen und in seine Heimat zurückzukehren, wo er ein Haus und ein Stück Land besaß. Er starb dort 1811.
Das Theater wurde dann bis 1802, unter verschiedenen Besitzern, unter dem Namen Théâtre des Elèves dramatiques et lyriques weitergeführt, bis der Dramatiker Benoît Pelletier-Volméranges das Haus übernahm und als Théâtre Mareux wiedereröffnete. So kam es auch, dass die Truppe des Théâtre des jeunes Éleves dort regelmäßig auftrat.

## Das Ende
1807 wurde der allgemeine Theaterbetrieb durch das Napoleonische Theaterdekret untersagt und auch das Théâtre Mareux musste schließen. Der Saal bestand noch bis 1838 und wurde dann abgerissen.